# Château de Villers-sous-Saint-Leu
Le château de Villers-sous-Saint-Leu est un château situé sur la commune de Villers-sous-Saint-Leu dans l'Oise.

## Historique
Le monument fait l’objet d’une inscription au titre des monuments historiques depuis le 19 septembre 1966.
Le château est une belle demeure du XVIIIe siècle. Le duc de Mascrany, propriétaire du château durant la révolution, ne peut éviter qu'il soit vendu, vers 1800, à un Belge, Jean Jacques Digelman. En 1906, Monsieur Berson, villersois dont les descendants habitent toujours le village, acquiert le château. Au même moment, le célèbre Auguste Rodin veut acheter ce qu'il appelait, une superbe "fermemanoir". Mais l'affaire ne se fera pas.